# Commissario europeo per l'istruzione, la cultura, il multilinguismo e la gioventù
Il commissario europeo per l'istruzione, la cultura, il multilinguismo e la gioventù è un membro della Commissione europea. Attualmente tale incarico è ricoperto dal maltese Glenn Micallef, in carica dal 2024 nell'ambito della Commissione von der Leyen II.

## Competenze
Al Commissario per l'istruzione, la cultura, il multilinguismo e la gioventù fa capo la Direzione generale per l'istruzione e la cultura, attualmente diretta dal polacco Jan Truszczyński. Il Commissario è inoltre responsabile del Servizio Traduzione, del Servizio di interpretariato e dell'Ufficio Pubblicazioni dell'Unione europea, per un totale di circa 3400 dipendenti (il 15% della forza lavoro impiegata dall'esecutivo europeo), corrispondente a circa l'1% del budget annuale dell'Unione.

## Il commissario attuale
Attualmente tale incarico è ricoperto da Glenn Micallef, sebbene le competenze in materia di istruzione e di una parte della cultura siano state affidate a Roxana Mînzatu.

## Cronologia
|    | Commissario                       | Paese                | Commissione                          | Periodo          | Incarico                                                                    |
| -- | --------------------------------- | -------------------- | ------------------------------------ | ---------------- | --------------------------------------------------------------------------- |
| 1  | Altiero Spinelli                  | Italia               | Commissione Mansholt                 | 1972–1973        | Affari industriali, tecnologici e scientifici, istruzione e unione doganale |
| 2  | Ralf Dahrendorf                   | Germania             | Commissione Ortoli                   | 1973–1974        | Ricerca, scienza e istruzione                                               |
| 3  | Guido Brunner                     | Germania             | Commissione Ortoli                   | 1974–1977        | ricerca, scienza e istruzione                                               |
| 4  | Guido Brunner                     | Germania             | Commissione Jenkins                  | 1977–1981        | Ricerca, scienza, istruzione e energia                                      |
| 5  | Ivor Richard                      | Regno Unito          | Commissione Thorn                    | 1981–1985        | Affari sociali, occupazione e istruzione                                    |
| 6  | Peter Sutherland                  | Irlanda              | Commissione Delors I                 | 1985–1986        | concorrenza, affari sociali e istruzione                                    |
| 7  | Manuel Marín                      | Spagna               | Commissione Delors I                 | 1986–1989        | Affari sociali, occupazione e istruzione                                    |
| 8  | Vasso Papandreou                  | Grecia               | Commissione Delors II                | 1999–2004        | Affari sociali, occupazione e istruzione                                    |
| 9  | Antonio Ruberti                   | Italia               | Commissione Delors III               | 1999–2004        | Scienza, ricerca e sviluppo, istruzione, formazione e gioventù              |
| 10 | Édith Cresson                     | Francia              | Commissione Santer Commissione Marín | 1995–1999        | Scienza, ricerca e sviluppo, istruzione                                     |
| 11 | Viviane Reding                    | Lussemburgo          | Commissione Prodi                    | 1999–2004        | Istruzione e cultura                                                        |
| 12 | Viviane Reding Dalia Grybauskaitė | Lussemburgo Lituania | Commissione Prodi                    | 2004             | Istruzione e cultura                                                        |
| 13 | Ján Figeľ                         | Slovacchia           | Commissione Barroso I                | 2004–2009        | Istruzione, formazione, cultura e gioventù                                  |
| 14 | Maroš Šefčovič                    | Slovacchia           | Commissione Barroso I                | 2009–2010        | Istruzione, formazione, cultura e gioventù                                  |
| 15 | Androulla Vassiliou               | Cipro                | Commissione Barroso II               | 2010–2014        | Istruzione, cultura, multilinguismo e gioventù                              |
| 16 | Tibor Navracsics                  | Ungheria             | Commissione Juncker                  | 2014–2019        | Educazione, cultura, gioventù e sport                                       |
| 17 | Marija Gabriel                    | Bulgaria             | Commissione von der Leyen I          | 2019–2023        | Innovazione, ricerca, cultura, istruzione e gioventù                        |
| 18 | Margaritīs Schoinas               | Grecia               | Commissione von der Leyen I          | 2023             | Educazione, cultura e gioventù (ad interim)                                 |
| 19 | Iliana Ivanova                    | Bulgaria             | Commissione von der Leyen I          | 2023–2024        | Innovazione, ricerca, cultura, istruzione e gioventù                        |
| 20 | Glenn Micallef                    | Malta                | Commissione von der Leyen II         | 2024 – in carica | Equità intergenerazionale, gioventù, cultura e sport                        |